# Tödi
El Tödi (en alemán) o Piz Russein (en romanche) es el pico más alto del macizo del mismo nombre y del conjunto de los Alpes de Glaris, situados en la Suiza central. 

## Geografía
El Tödi se encuentra en la parte oeste de los Alpes de Glaris, entre Linthal al norte y Disentis al sur. El Tödi es un vasto macizo montañoso que se proyecta como un promontorio al norte de la cordillera que divide la cuenca del Linth de la del Rin.
Hay tres picos principales. El más bajo, y el más septentrional, que es el que se ve desde el Ober Sand Alp, se llama Sandgipfel (3.398 metros). El Glärner Tödi (3.571 metros), que se supone que es el más alto, y el más llamativo desde Stachelberg y otros puntos de vista al norte, es en realidad el segundo en altura. La cumbre más alta (3.614 m) se encuentra al oeste del Glärner Tödi, y se distingue por el nombre Grison Piz Russein. Políticamente, el Tödi está dividido entre los municipios de Disentis y Sumvitg (Grisones), y Glarus Sur (Glaris).
El macizo central de la montaña está encerrado entre dos glaciares, de los cuales el más importante es el Glaciar Biferten. Tiene su origen en una vasta cuenca nevada al sureste del Tödi, limitada al sur por los picos de Stoc Grond, Piz Urlaun y Bifertenstock, que forman el límite de los dos cantones. El último pico está conectado con el Selbsanft por una pared masiva de rocas escarpadas que rodean el glaciar por el lado este, y que lo obligan, después de descender al principio casi hacia el este, a doblarse primero hacia el noreste, y luego hacia el norte. En el lado opuesto, una cresta de rocas llamada Bifertengrätli, que desciende hacia el noreste desde el Tödi, forma el límite del glaciar Biferten. El final de este más cercano al Tödi es el Grünhorn, donde se encontraba la primera cabaña del Club Alpino Suizo. El glaciar Biferten es de difícil acceso, debido a su inclinación. Incluye algunas cascadas de hielo, con pendientes intermedias, y tiene muchas grietas. En el lado oeste del Tödi se encuentra el Glaciar Sand o Sandfirn, que desciende hacia Sand Alp desde la cresta divisoria que forma el paso hacia el sur. Esto no se extiende tan al sur como la cabecera del Glaciar Biferten. La cresta que va hacia el norte desde el Stoc Grond hasta la cima del Tödi domina la cabeza del Val Russein en el lado de los Grisones de la cadena, pero parece que la masa principal del Tödi se encuentra totalmente en el lado norte de la cuenca.
La prominencia de 1.570 metros es particularmente visible desde el lado de Glaris, donde la diferencia de altitud entre la cumbre y el valle del Linth es de casi 3 km. La diferencia es menor en el lado sur, ya que el valle del Rin está por encima de los 1000 metros.

## Alpinismo
Los primeros intentos registrados de alcanzar la cima fueron realizados por Placidus a Spescha, uno de los fundadores del montañismo. Nació en 1752 y entró en el monasterio de Disentis. No fue hasta 1824 cuando Placidus a Spescha, acompañado por un sirviente y dos cazadores, realizó su sexto y último intento de asalto desde el lado sur. Durante el ascenso pasaron una noche en las cabañas Russein y al día siguiente, el 1 de septiembre, escalaron la brecha llamada Porta da Spescha, donde Placidus y el sirviente observaron a los dos cazadores completar la subida a la cima. Eran Augustin Bisquolm y Placi Curschellas.
El 19 de abril de 1863 se funda el Club Alpino Suizo. Rudolf Theodor Simler se convirtió en el presidente central y designó la región de Tödi y Clariden como la primera área de exploración. Se construyó un sencillo refugio al pie de la montaña, cerca del glaciar Biferten, la cabaña Grünhorn, que fue la primera cabaña del Club Alpino Suizo. 
La ruta normal de hoy va desde la cabaña Fridolin (operada por el Club Alpino Suizo SAC), situada a 2111 m sobre el nivel del mar en la vertiente oriental cerca de la lengua glaciar de Bifertenfirn, pasando por la cabaña de Grünhorn (conservada como museo), a lo largo del Bifertenfirn por encima del Muro Amarillo, y luego, por encima del glaciar, a la cima del Piz Russein.
Desde el sur, el ascenso habitual conduce a través de la cabaña de Punteglias y la Porta da Gliems hasta la cima de Bifertenfirn. 

## Galería

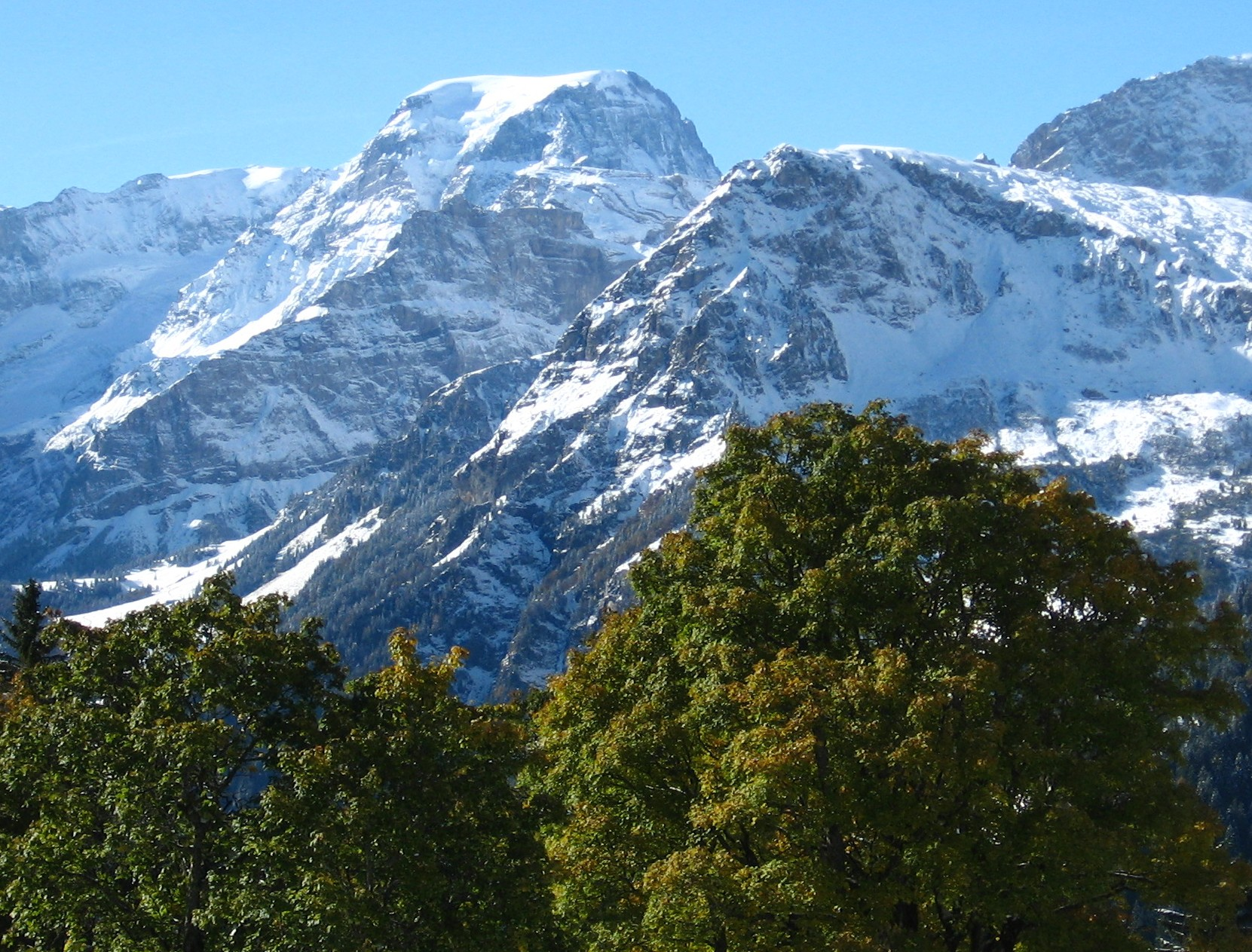
Tödi desde Braunwald
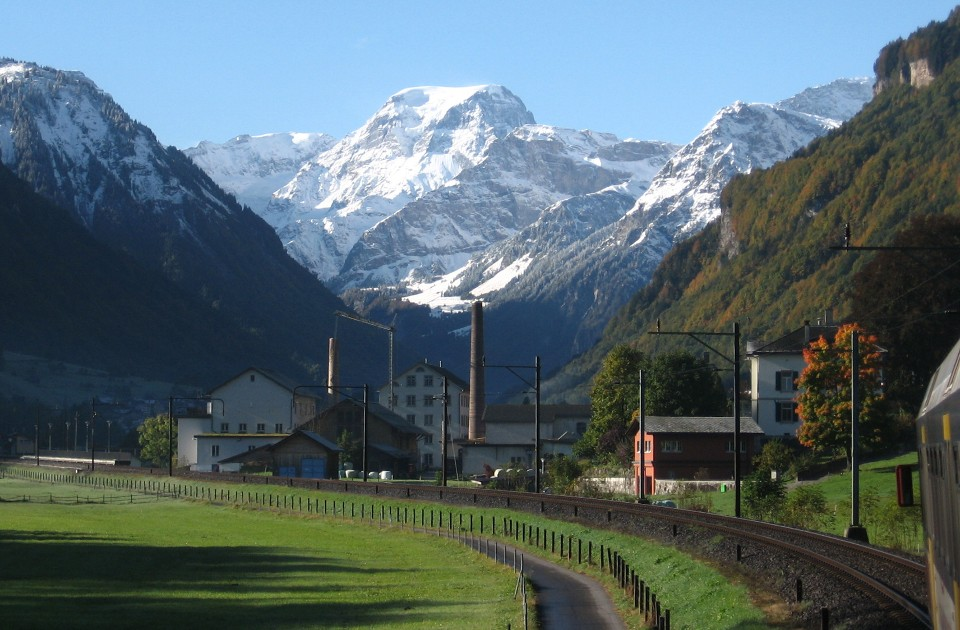
Tödi desde Linthal
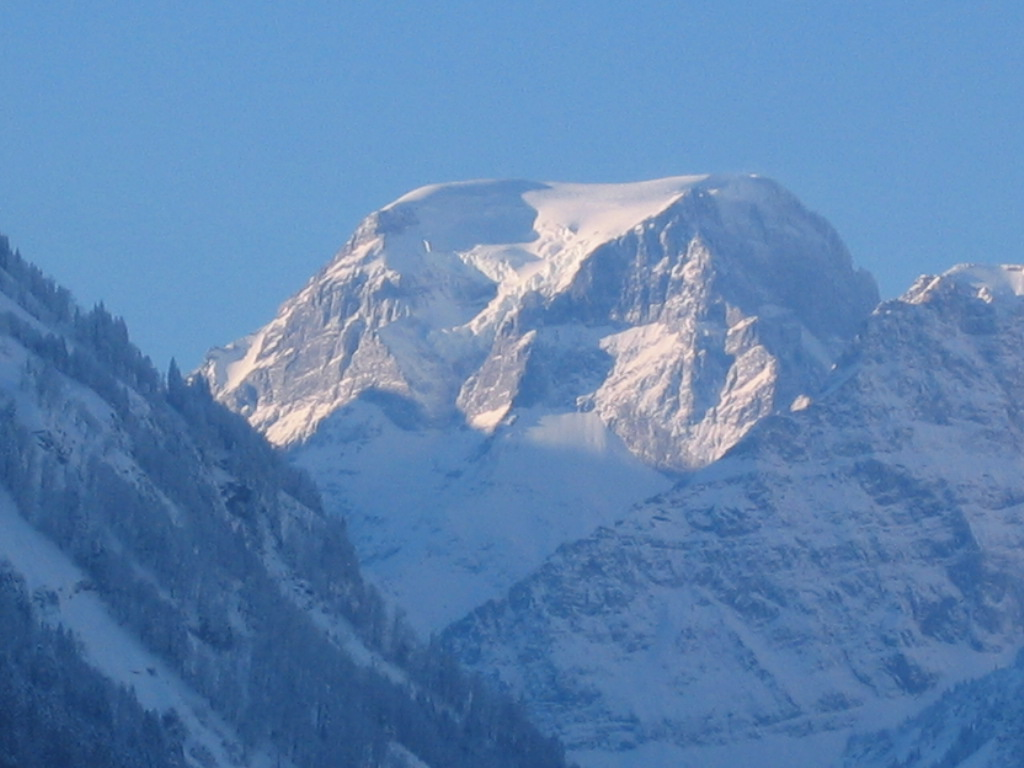
Tödi en invierno
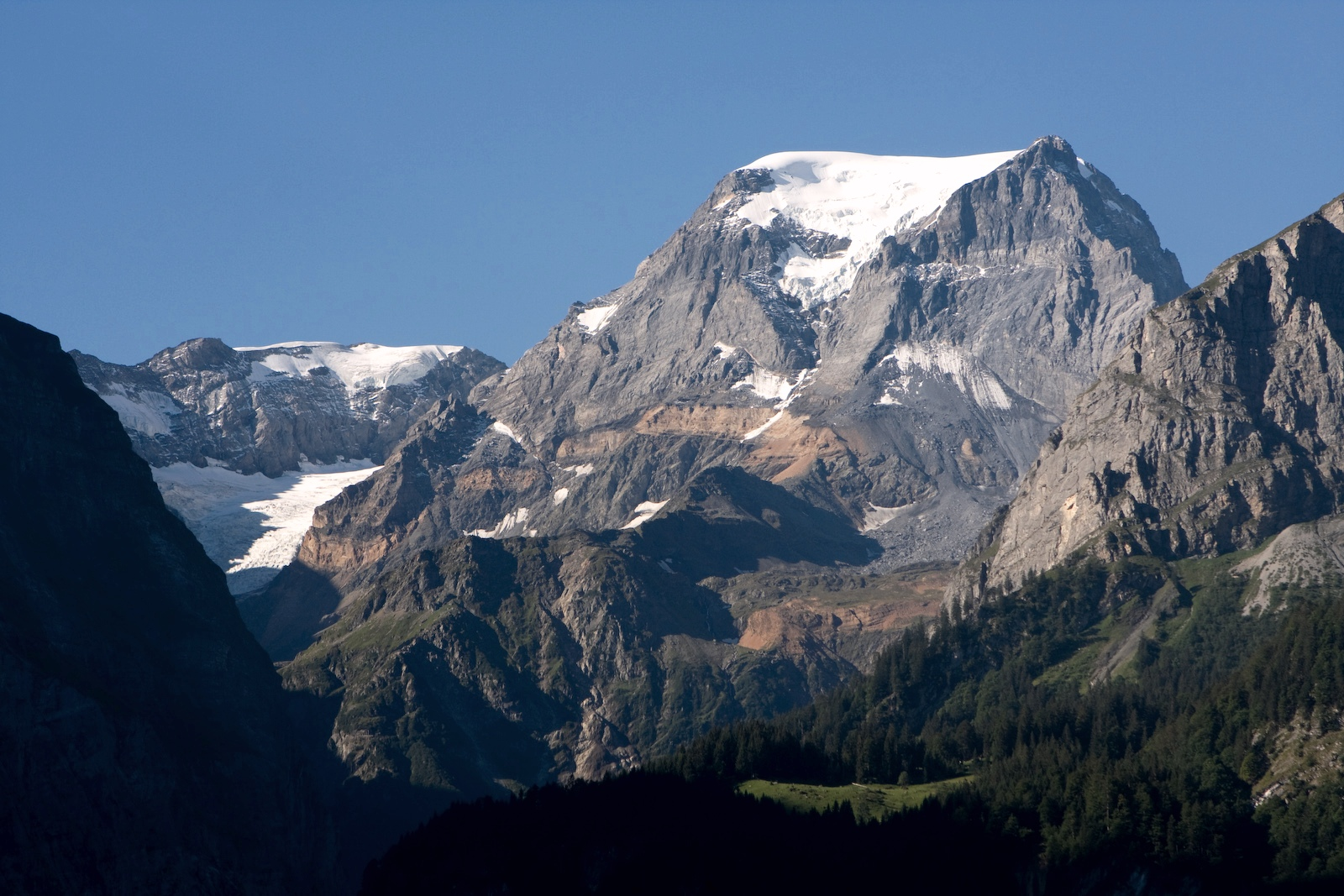
Tödi
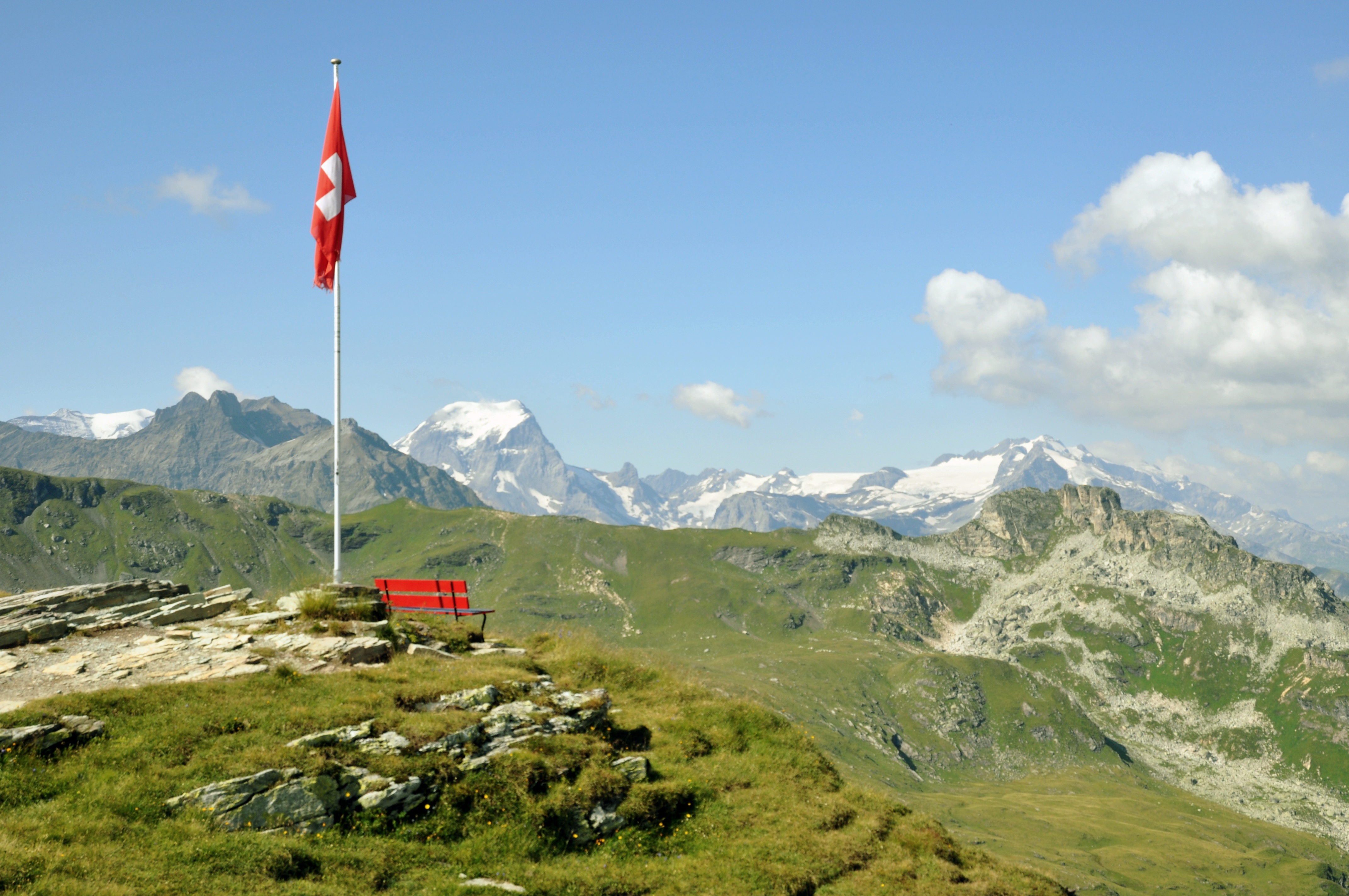
Tödi desde la Leglehütte